# Mairie de Kuopio

La Mairie de Kuopio (en finnois : Kuopion kaupungintalo) est un bâtiment de style néorenaissance située sur la place du marché dans le quartier de Multimäki au centre-ville de Kuopio en Finlande. 

## Histoire
Le projet de construction débute en  1875, on organise alors un concours d'architecture mais le concours est interrompu de façon inopinée.
Plus tard le terrain est la cible de plusieurs projets non réalisés.
La mairie finalement est construite de  1882 à 1886 suivant les plans de Frans Anatolius Sjöström.
Les travaux sont conduits par Josef Stenbäck.
En 1917 et en  1921 on trace des plans d'extension de la mairie. 
En 1951 Alvar Aalto conçut les plans pour construire à l'arrière de la Mairie, un bâtiment de concerts et de théâtre. 
Aucun de ces projets ne se réalisera.
Au premier étage il y eut entre autres un restaurant, une salle de lecture et une bibliothèque populaire.

## Galerie

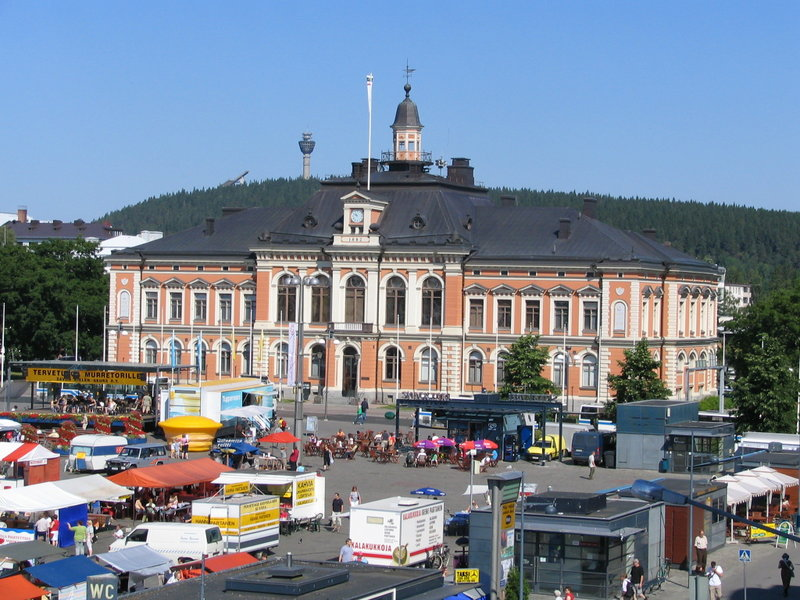
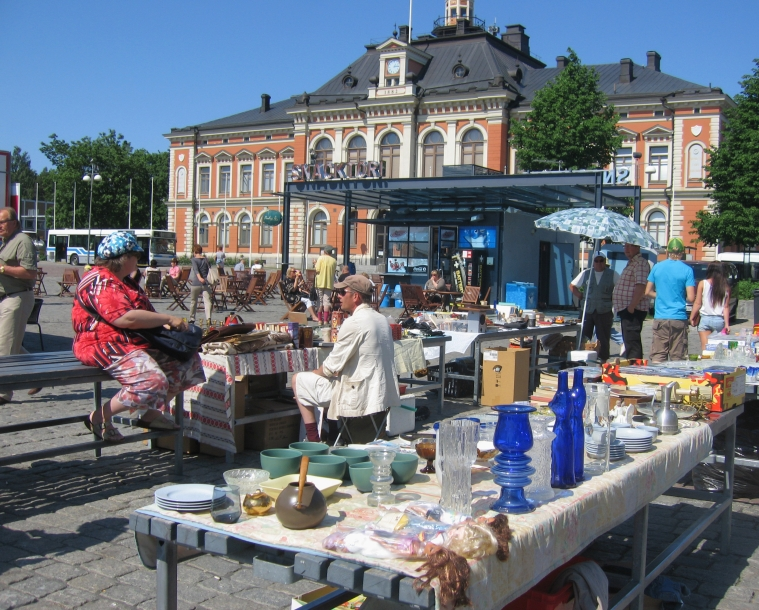
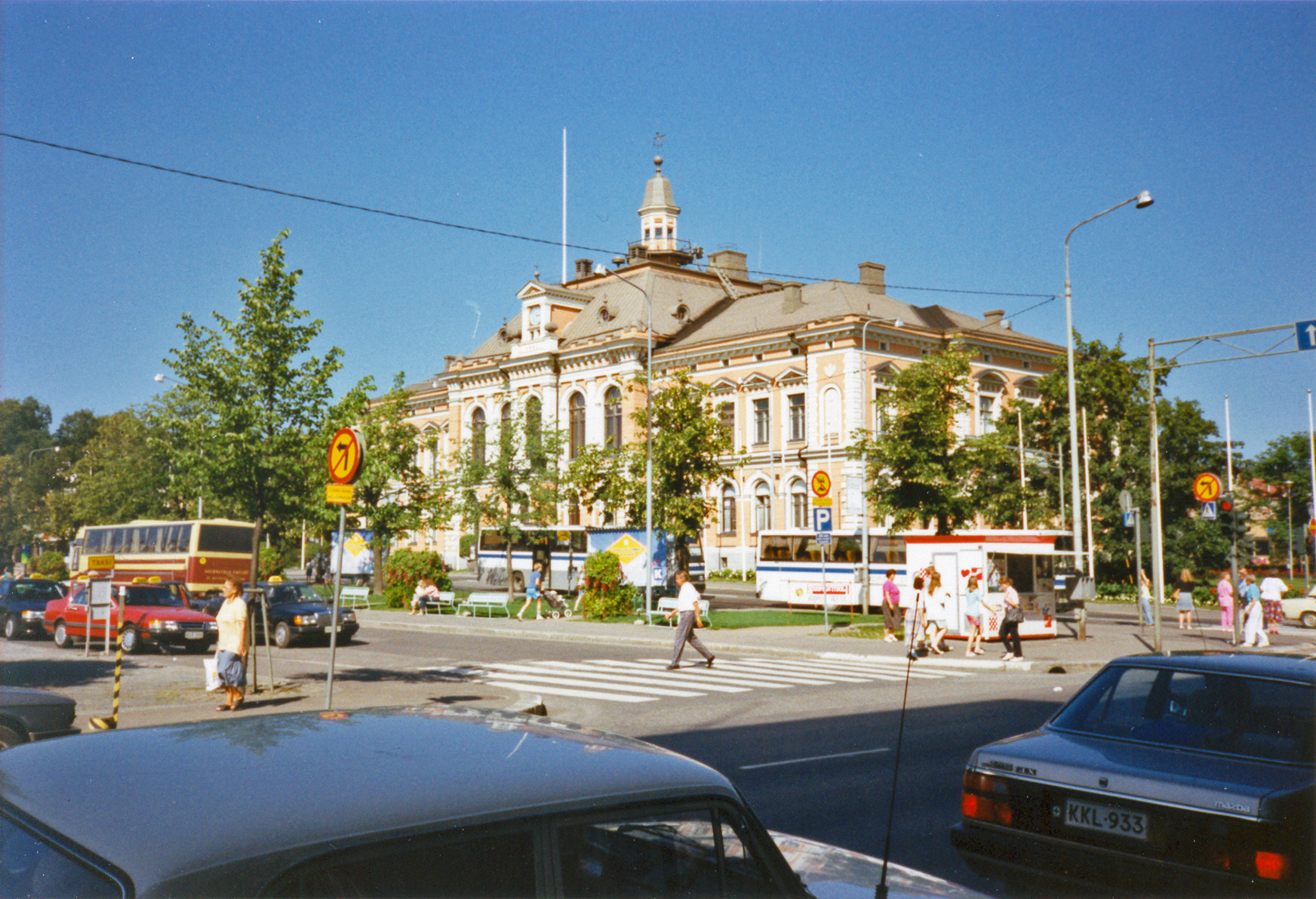